# Philippe Marsset
Philippe Marsset (* 30. September 1957 in Lyon, Frankreich) ist ein französischer Geistlicher und römisch-katholischer Weihbischof in Paris.

## Leben
Philippe Marsset studierte nach dem Abschluss der Oberschule zunächst an der Fakultät für Recht, Wirtschaft und Management der Universität Paris Descartes sowie an der Universität Nantes, an der er das Lizenziat im Fach Öffentliches Recht erwarb. 1982 trat er in das Priesterseminar Saint Sulpice des Bistums Nanterre, an dem er seinen theologischen Abschluss erwarb. Der Pariser Weihbischof Claude Frikart CIM spendete ihm am 4. Oktober 1987 die Diakonenweihe für das Erzbistum Paris. Das Sakrament der Priesterweihe spendete ihm der Erzbischof von Paris, Jean-Marie Kardinal Lustiger, am 25. Juni 1988.
Neben verschiedenen Aufgaben in der Pfarr- und Schulseelsorge war er von 1994 bis 1998 Diözesan- und Regionalseelsorger für den Pfadfinderverband Scouts de France. Von 2008 bis 2017 war er Nationalseelsorger der Vereinigung CLER Amour et Famille und von 2011 bis 2018 Dekan des Dekanats Clignancourt-La Chapelle. Von 2014 bis 2017 gehörte er dem Priesterrat und von 2015 bis 2018 dem Konsultorenkollegium des Erzbistums Paris an. 2018 berief ihn Erzbischof Michel Aupetit zum Generalvikar des Erzbistums.
Am 18. Mai 2019 ernannte ihn Papst Franziskus zum Titularbischof von Thibica und zum Weihbischof in Paris. Am 6. September desselben Jahres spendete ihm Erzbischof Aupetit in der Kirche Saint Sulpice die Bischofsweihe. Mitkonsekratoren waren Aupetits Vorgänger André Kardinal Vingt-Trois, der Erzbischof von Reims, Éric de Moulins-Beaufort, und Antoine Hérouard, Weihbischof in Lille.